# Hermann Coenders
Hermann Coenders (* 2. März 1874 in Kaiserswerth; † nach 1934) war ein deutscher Reichsgerichtsrat.

## Leben
Coenders bestand die erste juristische Staatsprüfung 1896 mit der Note „bestanden“, die zweite juristische Staatsprüfung 1901 mit „ausreichend“. 1896 wurde er auf den preußischen Landesherrn vereidigt. Bis 1906 war er Hilfsarbeiter bei der Staatsanwaltschaft und Hilfsrichter beim Landgericht und Amtsgericht. 1906 wurde er Landrichter am Landgericht Düsseldorf. 1917 wurde er zum Landgerichtsrat befördert. Ende April 1918 kam er als Rat in das Kriegsernährungsamt und wurde 1919 in das Reichsernährungsministerium übernommen. Zum Juni 1919 wurde er zum Landgerichtsdirektor am Landgericht Köln und ab 1924 zugleich Amtsgerichtsrat am Amtsgericht Köln ernannt. Am Neujahrstag 1925 kam er an das Reichsgericht. Er war im IV. Strafsenat und im II. Zivilsenat tätig. Er war Mitglied des Staatsgerichtshofs zum Schutze der Republik zunächst als Stellvertreter, und in der ersten Jahreshälfte 1926 als ordentliches Mitglied. Er war als Richter am Ulmer Reichswehrprozess und am Reichstagsbrandprozess beteiligt. Im Reichstagsbrandprozess beschrieben ihn die Prozessbeobachter, er habe einen „feingemeißelten“ Kopf mit der „Fülle welligen Silberhaares“ und eine Stimme, die „wie eine Kirchenglocke dröhnte“ (Douglas Reed). Bei nichtnationalsozialistischen Zeugen formulierte er die Fragen besonders scharf und von der Vernehmung Hermann Görings am 4. November 1933 berichtete der NZZ-Korrespondent Ernst Lemmer: „Die Richter hören sich (Görings) Ausführungen unbewegt mit strengen Mienen an; die einzige Ausnahme macht der neben dem Präsidenten sitzende Dr. Coenders, der immer wieder befriedigt nickt und lächelt und mit dem ganzen Gesicht strahlt.“ Bissige Randbemerkungen Coenders' zeigen, dass er Bünger wegen seiner Umständlichkeit, Unbeholfenheit, Vergesslichkeit und der formalen Verstöße ablehnte. 
Coenders trat am 1. Oktober 1934 vorzeitig in den Ruhestand. Am 2. Januar 1934 bat Justizstaatssekretär Schlegelberger den Reichsgerichtspräsidenten Bumke um „einen ausführlichen amtlichen Bericht über den Fall des Reichsgerichtsrats Coenders“ wegen Gehaltspfändungen und offener Steuerforderungen, beginnend mit dem Jahr 1931. In seiner Stellungnahme sah Coenders sich „als den Prügelknaben unüberlegter und mangelhaft durchdachter Anordnungen des früheren Systems“ und bedauerte am Reichsgericht gearbeitet zu haben, und sagte, dass er dorthin nur auf Betreiben der preußischen Justizverwaltung wegen seiner „Konflikte mit der französischen Besatzungsbehörde“ gekommen sei. Nachdem er von verschiedenen Seiten gedrängt worden war sich in den Ruhestand versetzen zu lassen (unter anderem durch den privaten Besuch eines Richterkollegens in Berzdorf auf Veranlassung Bumkes), sah sich Coenders wegen der Vorwürfe und seines Gesundheitszustandes dazu gezwungen. Seine Tochter Christa war mit Hans Dichgans verheiratet.